# Gigartina
Genre
Gigartina est un genre d’algues rouges de la famille des Gigartinaceae. 

## Liste d'espèces
Selon AlgaeBase (5 juillet 2014) :
- Gigartina aculeifera Setchell & Gardner (Sans vérification)
- Gigartina acuminata Schousboe (Sans vérification)
- Gigartina americana (J.Agardh) Kim (Sans vérification)
- Gigartina ancistroclada Montagne
- Gigartina angulata J.Agardh
- Gigartina articulata (Turner) J.V.Lamouroux (Sans vérification)
- Gigartina asparagoides (Woodward) S.F.Gray (Sans vérification)
- Gigartina australis J.Agardh (Sans vérification)
- Gigartina brachiata Harvey
- Gigartina bracteata (S.G.Gmelin) Setchell & N.L.Gardner
- Gigartina burmanni (C.Agardh) J.Agardh (Sans vérification)
- Gigartina capillaris (Turner) J.V.Lamouroux (Sans vérification)
- Gigartina cartilaginea (Linnaeus) S.F.Gray (Sans vérification)
- Gigartina caudata Schousboe (Sans vérification)
- Gigartina chondroides Bory de Saint-Vincent
- Gigartina chondrus Areschoug (Sans vérification)
- Gigartina clavifera J.Agardh
- Gigartina concinna (Turner) Greville (Sans vérification)
- Gigartina contorta Bory de Saint-Vincent (Sans vérification)
- Gigartina cornea (Hudson) S.F.Gray (Sans vérification)
- Gigartina corniculata (Turner) Endlicher (Sans vérification)
- Gigartina coronopifolia (Goodenough & Woodward) S.F.Gray (Sans vérification)
- Gigartina coronopifolia (Zoega) Silva (Sans vérification)
- Gigartina cranwellae Laing ex V.J.Chapman (Sans vérification)
- Gigartina cranwelliae Laing
- Gigartina crassa Plante (Sans vérification)
- Gigartina crocea Kützing (Sans vérification)
- Gigartina cuculata Areschoug (Sans vérification)
- Gigartina cylindrica Despréaux (Sans vérification)
- Gigartina dasyphylla (Turner) J.V.Lamouroux (Sans vérification)
- Gigartina densa Edyvane & Womersley
- Gigartina denudata Bory de Saint-Vincent (Statut incertain)
- Gigartina diffusa (Dawson) Kim (Sans vérification)
- Gigartina dilatata (J.D.Hooker & Harvey) N.M.Adams
- Gigartina disticha Sonder
- Gigartina divaricata J.D.Hooker & Harvey
- Gigartina divergens (C.Agardh) Greville (Sans vérification)
- Gigartina dura (Agardh) Greville (Sans vérification)
- Gigartina durvillei J.V.Lamouroux (Sans vérification)
- Gigartina erecta (Greville) Hooker (Sans vérification)
- Gigartina filiformis Kützing (Sans vérification)
- Gigartina fissa (Suhr) J.Agardh
- Gigartina flabellata Kützing
- Gigartina flavescens Bory de Saint-Vincent (Sans vérification)
- Gigartina franciscana Gardner (Sans vérification)
- Gigartina gelatinosa Endlicher orth.mut. (Sans vérification)
- Gigartina gelatinosa J.Agardh (Sans vérification)
- Gigartina glandulosa (Turner) J.V.Lamouroux (Sans vérification)
- Gigartina grandifida J.Agardh
- Gigartina griffithsii (Turner) Lamouroux (Sans vérification)
- Gigartina helminthochorton (Schwendimann) J.V.Lamouroux (Sans vérification)
- Gigartina hypniformis Bory de Saint-Vincent (Sans vérification)
- Gigartina hystrix (Agardh) Setchell & Gardner (Sans vérification)
- Gigartina idiformis (C.Agardh) Greville (Sans vérification)
- Gigartina imperialis Papenfuss
- Gigartina incrassata (Kützing) Setchell & Gardner (Sans vérification)
- Gigartina insignis (Endlicher & Diesing) F.Schmitz
- Gigartina kaliformis (Goodenough & Woodward) J.V.Lamouroux (Sans vérification)
- Gigartina kleuzeana (Kützing) Sonder (Sans vérification)
- Gigartina kroneana Rabenhorst
- Gigartina laciniata J.Agardh
- Gigartina laeflingii Stackhouse (Sans vérification)
- Gigartina laingii Lindauer ex V.J.Chapman
- Gigartina lemaniformis Bory de Saint-Vincent (Sans vérification)
- Gigartina lessonii (Bory de Saint-Vincent) J.Agardh
- Gigartina lindleyana (J.Agardh) Endlicher (Sans vérification)
- Gigartina macrocarpa J.Agardh
- Gigartina marginalis J.V.Lamouroux (Sans vérification)
- Gigartina melanotrix Bory de Saint-Vincent (Sans vérification)
- Gigartina microcarpa Sonder (Sans vérification)
- Gigartina minima Kylin
- Gigartina minuta V.J.Chapman
- Gigartina muelleriana Setchell & N.L.Gardner
- Gigartina multidichotoma E.Y.Dawson
- Gigartina nana (C.Agardh) J.Agardh
- Gigartina notarisii Piccone (Sans vérification)
- Gigartina obtusiloba (E.S.Sinova) Kim (Sans vérification)
- Gigartina opuntia (Turner) Lamouroux (Sans vérification)
- Gigartina orbitosa J.Agardh (Sans vérification)
- Gigartina pachymenioides Lindauer
- Gigartina paitensis W.R.Taylor
- Gigartina paxillata Papenfuss
- Gigartina pedunculata (Turner) Lamouroux (Sans vérification)
- Gigartina pilosa J.V.Lamouroux (Sans vérification)
- Gigartina pinnata J.Agardh
- Gigartina pistillata (S.G.Gmelin) Stackhouse (espèce type)
- Gigartina polyacantha Montagne (Statut incertain)
- Gigartina polycarpa (Kützing) Setchell & N.L.Gardner
- Gigartina pulchra (Kützing) Kim (Sans vérification)
- Gigartina pumila Zanardini
- Gigartina punctata (Suringar) Hariot (Sans vérification)
- Gigartina ramosissima Schousboe (Sans vérification)
- Gigartina recurva Edyvane & Womersley
- Gigartina rostrata 'Griffiths' (Sans vérification)
- Gigartina rotunda (Turner) Lamouroux (Sans vérification)
- Gigartina rubens J.Agardh
- Gigartina rubra Sonder (Sans vérification)
- Gigartina runcinata Grunow
- Gigartina scabiosa (Kützing) Papenfuss (Sans vérification)
- Gigartina scoparia Schousboe (Sans vérification)
- Gigartina scorpioides (Fl.Dan.) J.V.Lamouroux (Sans vérification)
- Gigartina skottsbergii Setchell & N.L.Gardner
- Gigartina sonderi Edyvane & Womersley
- Gigartina spathulata J.Agardh (Sans vérification)
- Gigartina spinifera Kützing (Sans vérification)
- Gigartina tenax (Turner) Lamouroux (Sans vérification)
- Gigartina tenuissima (Turner) J.V.Lamouroux (Sans vérification)
- Gigartina textorii (Suringar) Hariot (Sans vérification)
- Gigartina tingitana Schousboe (Sans vérification)
- Gigartina tristis J.V.Lamouroux (Sans vérification)
- Gigartina turneri S.F.Gray (Sans vérification)
- Gigartina turneri Setchell & Gardner (Sans vérification)
- Gigartina tysonii Reinbold
- Gigartina urvillei J.V.Lamouroux (Sans vérification)
- Gigartina valdiviae Reinbold (Sans vérification)
- Gigartina vermicularis (Gmelin) Lamouroux (Sans vérification)
- Gigartina wehliae Sonder
- Gigartina wigghii (Turner) S.F.Gray (Sans vérification)
- Gigartina wrightii (Turner) Lamouroux (Sans vérification)
- Gigartina wrightii Harvey (Statut incertain)

Selon ITIS (5 juillet 2014) :
- Gigartina acicularis
- Gigartina agardhii
- Gigartina binghamiae
- Gigartina canaliculata
- Gigartina corymbifera
- Gigartina exasperata
- Gigartina farlowiana
- Gigartina harveyana
- Gigartina jardinii
- Gigartina latissima
- Gigartina leptorhynchos
- Gigartina montereiensis
- Gigartina ornithorhynchos J. Ag.
- Gigartina pacifica
- Gigartina papillata
- Gigartina pistillata
- Gigartina serrata
- Gigartina spinosa
- Gigartina stellata
- Gigartina teedii
- Gigartina tepida
- Gigartina unalaschensis
- Gigartina volans

Selon NCBI (5 juillet 2014) :
- Gigartina alveata
- Gigartina atropurpurea
- Gigartina bracteata
- Gigartina clathrata
- Gigartina clavifera
- Gigartina divaricata
- Gigartina grandifida
- Gigartina macrocarpa
- Gigartina muelleriana
- Gigartina pectinata
- Gigartina pinnata
- Gigartina pistillata
- Gigartina polycarpa
- Gigartina radula
- Gigartina skottsbergii

Selon World Register of Marine Species (5 juillet 2014) :
- Gigartina americana (J.Agardh) Kim, 1976
- Gigartina ancistroclada Montagne, 1845
- Gigartina angulata J.Agardh, 1876
- Gigartina brachiata Harvey, 1859
- Gigartina bracteata (S.G.Gmelin) Setchell & N.L.Gardner, 1933
- Gigartina circumcinta
- Gigartina clavifera J.Agardh, 1876
- Gigartina confervoides
- Gigartina cranwelliae Laing, 1939
- Gigartina densa Edyvane & Womersley, 1994
- Gigartina dilitata (J.D.Hooker & Harvey) N.M.Adams, 1994
- Gigartina disticha Sonder, 1845
- Gigartina divaricata J.D.Hooker & Harvey, 1845
- Gigartina fissa (Suhr) J.Agardh, 1876
- Gigartina grandifida J.Agardh, 1876
- Gigartina imperialis Papenfuss, 1976
- Gigartina insignis (Endlicher & Diesing) F.Schmitz, 1896
- Gigartina kroneana Rabenhorst, 1878
- Gigartina laciniata J.Agardh, 1876
- Gigartina laingii Lindauer ex V.J.Chapman, 1979
- Gigartina lessonii (Bory de Saint-Vincent) J.Agardh, 1851
- Gigartina macrocarpa J.Agardh, 1876
- Gigartina minima Kylin, 1938
- Gigartina minuta V.J.Chapman, 1979
- Gigartina muelleriana Setchell & N.L.Gardner, 1933
- Gigartina multidichotoma E.Y.Dawson, 1961
- Gigartina nana (C.Agardh) J.Agardh
- Gigartina pachymenioides Lindauer, 1949
- Gigartina paitensis W.R.Taylor, 1947
- Gigartina paxillata Papenfuss, 1947
- Gigartina pinnata J.Agardh, 1851
- Gigartina pistillata (S.G.Gmelin) Stackhouse, 1809
- Gigartina polycarpa (Kützing) Setchell & N.L.Gardner, 1933
- Gigartina pumila Zanardini, 1874
- Gigartina recurva Edyvane & Womersley, 1994
- Gigartina rubens J.Agardh, 1899
- Gigartina runcinata Grunow, 1868
- Gigartina scabiosa (Kützing) Papenfuss
- Gigartina skottsbergii Setchell & N.L.Gardner, 1936
- Gigartina sonderi Edyvane & Womersley, 1994
- Gigartina tysonii Reinbold, 1912
- Gigartina wehliae Sonder, 1871